# سوتلانا متکینا
سوتلانا متکینا (به انگلیسی: Svetlana Metkina) (زاده ۷ ژانویهٔ ۱۹۷۴ ) بازیگر روسی است.
از فیلم‌های معروف او می‌توان به بازی در فیلم اولین بار مینی اشاره کرد.